# Clifford Rozier
Clifford Glen Rozier (Bradenton, 31 de outubro de 1972 – 6 de julho de 2018) foi um jogador de basquete profissional norte-americano.

## Carreira
Em 2000, ele jogou nos Estados Unidos Liga de Basquete com o Brevard Azul Patos. 
Ele morreu depois de um ataque cardíaco em 6 de julho de 2018, aos 45 anos.